# Accélérateur d'investissement
L'accélérateur d'investissement désigne l'entraînement réciproque entre la croissance de la demande et de celle de l'investissement au niveau macroéconomique. Il est mis en évidence par Albert Aftalion en 1909, et est parfois attribué à John Maurice Clark qui l'a plus rigoureusement énoncé en 1917. Il s'agit d'un des effets accélérateurs en économie.

## Concept
L'effet accélérateur d'investissement est un effet macroéconomique d'entraînement réciproque entre la demande et l'investissement. La découverte de cet effet s'est fondé sur une analyse de la relation positive mutuelle entre ces deux composantes macroéconomiques. L'effet accélérateur est tel que la variation de la demande (la consommation) dans un système économique entraîne une variation plus grande de l'investissement.
Cet effet accélérateur repose sur le fait que le capital, nécessaire à la production, est engagé afin de répondre à la demande anticipée. L'investissement net est donc « l'écart entre la demande anticipée et la capacité de production disponible ». Il varie proportionnellement à la variation anticipée de la demande. Lorsque l'anticipation de la demande effective augmente, l'investissement augmente aussi. L'effet d'entraînement est tel qu'une augmentation anticipée de la demande entraîne une hausse de l'investissement, ce qui augmente encore plus la demande.
L'amélioration de la conjoncture économique se traduit par un accroissement concomitant de la demande adressée aux entreprises (et donc, de leur offre) et de l'investissement. L'investissement augmente lorsque la demande s'accroît. Le volume d'investissement est ainsi corrélé aux variations de l'investissement. L'investissement est par conséquent volatile et fortement lié à la demande agrégée.
Le succès de l'effet accélérateur est soumis à trois conditions. Tout d'abord, un coefficient de capital (K/Y) et la productivité doivent être constants. Les capacités de production doivent être utilisées pleinement. L'exemple de l'économie américaine des années 1930 est à cet égard une bonne illustration. Entre 1929 et 1932, à une chute du PIB américain de moitié correspond une baisse de l'investissement de 15 fois et, entre 1932 et 1937, à une hausse de 80 % correspond une multiplication de 14 fois. L'augmentation de l'investissement sur le marché des biens de production est donc plus que proportionnelle que celle de la demande sur le marché des biens de consommation, ce qui dope la reprise et peut provoquer la crise.
L'accélérateur d'investissement a connu une grande postérité a été décliné sous plusieurs formes.

## Types d'accélérateur d'investissement

### Accélérateur d'investissement originel
Avec {\displaystyle Y} le niveau de production dans l'économie, {\displaystyle v} le coefficient de capital (où {\displaystyle v={K \over Y}}), {\displaystyle I} le niveau d'investissement dans une économie, et {\displaystyle \Delta } la variation d'une quantité :
{\displaystyle I=v\cdot \Delta Y}

### Accélérateur d'ajustement
Au début des années 1950, on s'aperçoit que l'on désinvestit moins que d'après le modèle de l'accélérateur simple. La dépression serait plutôt liée à une augmentation du taux de chômage du capital qu'à du désinvestissement. C'est Goodwin en 1951, puis Chenery en 1952, qui proposeront un modèle d'ajustement du stock de capital. Ils considèrent, comme dans le modèle de l'accélérateur simple, que le capital désiré K* est déterminé à un moment donné t au regard de la demande Y qu'elle doit satisfaire mais qu'il existe un paramètre u>0 reflétant les contraintes liées aux coûts d'installation et de désinstallation influant sur le niveau de l'investissement réalisé tel que :
{\displaystyle I_{t}=u(K_{t}^{*}-K_{t-1})=u(v.Y_{t}-K_{t-1})}

### Accélérateur flexible
Le modèle initial fait l'objet de révisions dans les années qui suivent. En 1954, Leendert Marinus Koyck propose un modèle dit de l'accélérateur flexible. Il considère que le capital désiré dépend des productions observées dans le passé car l'ajustement est en permanence imparfait. L'accélérateur flexible relativise donc le rôle de la demande dans la décision d'investir. Il est ainsi tourné vers le passé plus que vers l'avenir, car le stock de capital désiré n'est pas déterminé par le présent ou par des anticipations.
En effet, on note premièrement que l'accélérateur ne vaut qu'en cas d'augmentation de la demande. Si celle-ci baisse, les entrepreneurs ne désinvestissent presque pas. Ils préféreront largement sous-utiliser leur capacité de production. S'il y a reprise, il n'y aura donc pas investissement, mais réutilisation des capacités de production inutilisées.
De plus, les entreprises savent qu'il existe des variables de court terme, et font des anticipations. Concrètement, toute augmentation de la demande n'entraînera pas un investissement ; il faut également que l'entreprise estime cette augmentation suffisamment importante et durable pour mériter un investissement. L'incertitude quant à la durée de la reprise ou de la récession est donc déterminante.
On sait par ailleurs que certains investissements nécessitent des coûts d'ajustement irréversibles, comme la formation des ouvriers ou les délais d'installation.
En outre, l'investissement s'adapte avec retard à la demande (on parle de viscosité de la demande). L'inertie est d'autant plus grande que la vitesse d'ajustement du capital et des anticipations est faible.
Par ailleurs, Eisner en 1967 reprend les anticipations adaptatives (issues de Cagan en 1956), ce qui permet de réellement mettre en place le mécanisme d'anticipation à travers l'accélérateur d'investissement. Ainsi, le modèle prend en compte les phénomènes dits "permanents", tout en écartant ceux temporaires, qui pourront ainsi se reproduire. Concrètement :
{\displaystyle K_{t}^{*}=v.Y_{t+1}^{e}} et {\displaystyle Y_{t+1}^{e}-Y_{t}^{e}=\alpha (Y_{t}-Y_{t}^{e})}
Il convient de remarquer que les accélérateurs de Koych, Goodwin et Eisner se ramènent tous à une formule de la forme :
{\displaystyle I=a(vY-K)}